# Chris Galvin
Pour les articles homonymes, voir Galvin.
Chris Galvin, né le 24 novembre 1951 à Huddersfield, est un footballeur anglais. Il évoluait au poste de milieu de terrain.

## Biographie
Formé à Leeds United, Chris Galvin évolue au sein de l'équipe première de 1969 à 1973,,.
Lors de la campagne 1969-1970 de la Coupe des clubs champions, il dispute un match du huitième de finale aller contre Ferencváros TC lors d'une victoire sur le score de 3-0.
Leeds dispute la Coupe des villes de foires, lors de la campagne 1970-71 : il dispute un match du 2e tour contre le SG Dynamo Dresde (victoire 1-0 à Leeds). Le club remporte la compétition mais Galvin ne dispute pas la finale.
Chris Galvin joue au total avec Leeds 8 matchs pour aucun but marqué en première division anglaise. Au sein des compétitions européennes, il dispute un match pour aucun but en Coupe des clubs champions, un match pour aucun but en Coupe des vainqueurs de coupe et 3 matchs pour 1 but marqué en Coupe des villes de foire.
Galvin rejoint Hull City en 1973 qui évolue alors en deuxième division anglaise,.
Il est prêté en 1976-1977 au York City,.
De 1979 à 1981, il joue dans le club de  Stockport County,.
Galvin termine sa carrière dans le club de Tsuen Wan (en) à Hong-Kong

## Vie privée
Il est le frère de Tony Galvin, footballeur international irlandais.

## Palmarès
Leeds United
- Coupe des villes de foires (1) :
  - Vainqueur : 1970-71.